# Чрезвычайный закон о банках
Чрезвычайный закон о банках (англ. Emergency Banking Relief Act) — закон, подписанный президентом Франклином Делано Рузвельтом 9 марта 1933 года и вводивший т. н. «банковские каникулы».
Закон временно приостанавливал банковские операции банков, входящих в Федеральную резервную систему США. Приостановление обычной банковской деятельности продолжалось до 13 марта, после чего она была возобновлена с определёнными ограничениями. В настоящее время банкам — членам ФРС запрещается осуществлять банковские операции в период чрезвычайного положения, объявленного президентом, за исключением случаев, подпадающих под распоряжения Секретаря Казначейства.